# Kalgan River
Der Kalgan River ist ein Fluss im Südwesten des australischen Bundesstaates Western Australia. Er liegt in der Region Great Southern.

## Geografie
Der Fluss entspringt südwestlich der Stirling Ranges, südlich von Kendenup und fließt zunächst nach Südosten. Südlich der Stirling Ranges wendet er seinen Lauf nach Süden und mündet 10 Kilometer nordöstlich von Albany, beim gleichnamigen Ort Kalgan, in den Oyster Harbour, wo auch der King River mündet. Die letzten 9 Flusskilometer sind ein überschwemmtes Flusstal mit steilen Flanken, die mit Wald, Wiesen und Feldern bedeckt sind. Gelegentlich tritt auch nackter Fels zutage.
Mit 53,4 Millionen m³/Jahr ist der Kalgan River der viertgrößte Fluss der Gegend und sein Einzugsgebiet ist mit 2.562 km² das drittgrößte.
Der Oberlauf des Kalgan River liegt geschützt im Nationalpark und besitzt nur einen geringen Salzgehalt, der annehmen lässt, dass dieser natürlich ist. Der Verlust der natürlichen Vegetation flussabwärts – 66 % des Einzugsgebietes dort sind gerodet – führte zu einem Anstieg des Salzgehaltes im Unterlauf. Die letzten Kilometer des Flusses sind ein Ästuar. Eine Felsstufe an der Upper Kalgan Bridge trennt dieses Ästuar vom Rest des Flusses.

### Nebenflüsse mit Mündungshöhen
- Young River – 158 m
- Boonawarrup Creek – 143 m
- Gaalgegup Creek – 125 m
- Stony Creek – 111 m
- Napier Creek – 23 m

### Durchflossene Seen
- Meriwardelup Pool – 159 m
- Noorubup Pool – 103 m

## Geschichte
Der Kalgan River wurde 1803 von der Französischen Wissenschaftlichen Expedition, angeführt von Captaine Nicolas Baudin auf dem Schiff Géographe, das in der heutigen Frenchmas Bay ankerte, Rivière des Français genannt. Frühe Siedler kannten den Fluss als French River. Der Forscher Dr. Alexander Collie registrierte den Fluss im April 1831 als Kal-gan-up. Dieser Name soll in der Sprache der örtlichen Aborigines, den Noongar, „Ort vieler Wasser“ bedeuten. Auch die Interpretation „Ort vieler Fische“ ist möglich, und es gibt dort heute noch Reste von Fischfallen der Aborigines, die diese These unterstützen.

## Flora
Die üppige Vegetation des Ästuars des Kalgan River wird von Salzwasser-Myrtenheidenbäumen dominiert, die von dichtem Sauergras und Küstensimsen umgeben sind.
Am Süßwasserunterlauf des Flusses gibt es viel mehr verschiedenartige Spezies. Der dortige Wald besteht aus Sumpf-Myrtenheiden, Marri (Corymbia calophylla), Jarrah (Eucalyptus marginata), Tyxandria juniperina und Westaustralischen Pfefferminzbäumen (Agonis flexuosa). Weiter landeinwärts findet man Spezies, wie Swamp Yate (Eucalyptus cornuta), Flooded Gum (Eucalyptus rudis) und verschiedene Banksia und Hakea.
Teile der gerodeten Uferbereiche bieten Lebensraum für eingeschleppte, flachwurzelnde Unkräuter. Auf den Flächen, auf den die einheimischen, tiefwurzelnden Spezies nicht mehr wachsen, wurde die Erosion der Uferbereiche zum Problem. Viele Wildblumen gibt es entlang des Luke Pen Walk, eines Weges, der dem Fluss die letzten 9 km vor seiner Mündung in den Oyster Harbour folgt. Einige dieser Wildblumen sind die Gewöhnliche Hovea (Hovea trisperma), die Teufelsnadel (Hovea pungens), die Baumhovea (Hovea elliptica), die Korbblume (Adenanthos obovatus), die Curryblume (Lysinema ciliatum), der Barthafer (Leucopogeon pulchelus), der Papageienbusch (Banksia sessilis), der Pingle (Banksia squarrosa) und die Drahtakazie (Acacia extensa).

## Fauna
Das Ästuar des Kalgan River gilt als gutes Fischwasser. Man findet dort viele Spezies, wie z. B. Meeräschen, Heringe, Mulloway (Argyrosomus japonicus) und Sillaginidae. Der Kalgan River ist auch als Geheimtipp zum Fischen von Brachsen bekannt. Einige der größten Brachsen im Bundesstaat wurden dort gefangen. Kleinere Süßwasserfische im Kalgan River sind die Westlichen Galaxien (Galaxias occidentalis), die Gewöhnlichen Galaxien (Galaxias maculatus), die Galaxiella munda und Dorschbarsche (Nannatherina balston, Bostockia porosa und Edelia vittata).
Auch etliche Vögel findet man am Fluss. Im Ästuar gibt es Arten, wie den Brillenpelikan, die Schwarzscharbe, die Elsterscharbe, den Australischen Austernfischer, den Stelzenläufer, den Flussuferläufer, den Molukkenibis, den Stachelibis, den Gelbschnabellöffler, die Dickschnabelmöwe und die Raubseeschwalbe. An den Süßwasserabschnitten des Flusses leben auch zahlreiche Vogelarten, wie z. B. der Graubartfalke, der Kleine Falke (Falco longipennis), der Keilschwanzadler, Weißschwanz-Rabenkakadu, der Langschnabel-Rabenkakadu, der Rosakakadu, der Nacktaugenkakadu, der Purpurkronlori, der Rotkappensittich, der Jägerliest, der Gartenfächerschwanz, der Weißbrustschnäpper, der Australische Sänger, der Weißaugen-Honigfresser, der Rotlappen-Honigfresser (Anthochaera carunculata) und die Rotohramadine.
Die Amphibien im und am Fluss sind Frösche, wie der Western Banjo (Limnodynastes dorsalis) und der Moaning Frog (Heleioporus eyrei). Häufig findet man auch Reptilien, wie die Tigerotter und die Dugite (Pseudonaja affinis).

## Brücken
Am Südende des Kalgan River gibt es zwei nennenswerte Brücken. Die Upper Kalgan Bridge und die Lower Kalgan Bridge.
Letztere wurde im März 1905 eröffnet. Mit ihrer Länge von 274 Metern war sie damals die längste Brücke ihrer Art über Wasser im Bundesstaat. Damals besaß die Brücke einen besonderen Durchlass für Schiffe, 12 Meter breit, an der tiefsten Stelle des Flusses. Diese erste Brücke existierte bis 1958. Dann wurde sie durch eine neue Brücke ersetzt, die aber keinen Durchlass für Schiffe mehr hatte. Die Trossen des Schiffsdurchlasses der alten Brücke wurden am Westende der neuen Brücke aufgestellt.

## Inseln
Im Kalgan River gibt es viele kleine Inseln, besonders im Abschnitt unterhalb der Upper Kalgan Bridge. Die größte davon ist Honeymoon Island (auch Elbow Island genannt), die sich etwas flussaufwärts der Lower Kalgan Bridge befindet. Diese Insel besitzt ein flaches Ufer, sodass man leicht anlanden kann. Eine kleinere Insel, Willie Island, liegt etwas unterhalb der Upper Kalgan Bridge.

## Traumzeit
Der Kalgan River hat für die Noongar eine große Bedeutung. Eine Traumzeitsage erzählt von einem Ehemann und seiner Frau, die am Flussabschnitt bei Porongurup wohnten. Der Mann schlug seine Frau furchtbar, aber sie schaffte es, ihm durch das Dickicht zu entfliehen. Als die Frau durch den Busch lief, hinterließ ihr Grabstecken eine Spur auf der Erde. Er teilte die Erde hinter ihr und so entstand der Lauf des Kalgan River.

## Luke Pen Walk
Der Luke Pen Walk ist ein Fußweg, der dem Kalgan River folgt. Er wurde 1997 gebaut. Der Weg wird als leicht beschrieben, da das Terrain im Allgemeinen flach und eben ist. Seine Gesamtlänge beträgt 9 Kilometer und der Weg hin und zurück kann bis zur vier Stunden dauern. Der Weg wurde nach Dr. Luke Pen, einem Biologen aus der Gegend, benannt, der sich um die Erhaltung der Natur verdient gemacht hatte. Nach dem Tod des Wissenschaftlers 2002 erhielt der Weg seinen Namen. Das nördliche Ende des Weges liegt auf dem Ostufer, nahe der Upper Kalgan Bridge, das Südende am Ende der East Bank Road, etwa 3 Kilometer nördlich der Lower Kalgan Bridge.